# Monte Gialuz
Il Monte Gialuz (in sloveno: Jalovec, in friulano Jaluz) è una montagna delle Alpi Giulie alta 2.645 m s.l.m., in Slovenia. Terza cima della Slovenia, si trova vicino ai monti Tricorno e Mangart ed è contornato da tre valli: valle di Tamar, Val Trenta e Val Coritenza (Loška Koritnica). 

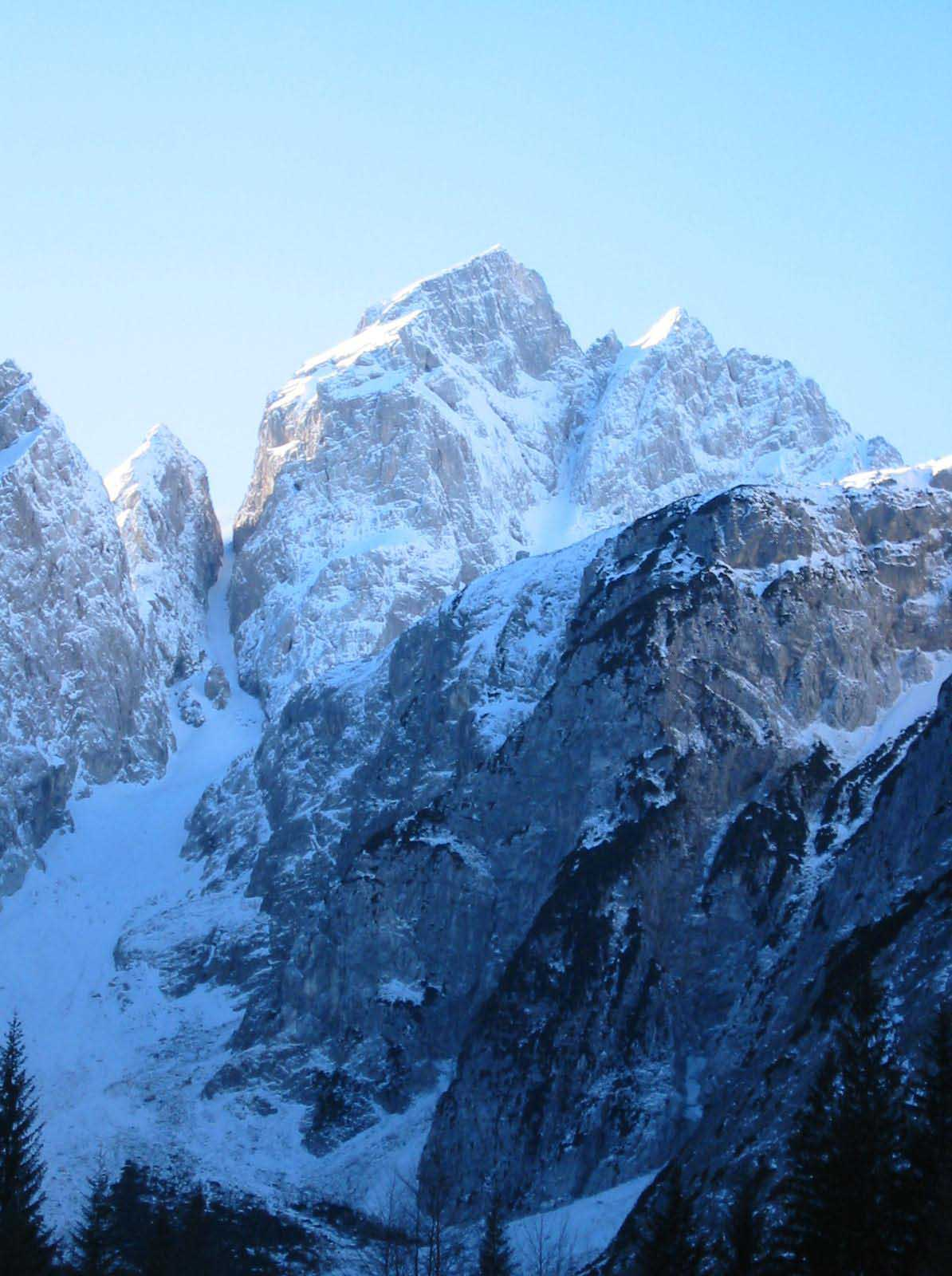
Vista del monte dalla valle Tamar

Tra il 1920 e il 1943 si trovava sulla linea di confine tra Italia e Jugoslavia.